# William H. Hinrichsen
William Henry Hinrichsen (* 27. Mai 1850 in Franklin, Morgan County, Illinois; † 18. Dezember 1907 in Alexander, Illinois) war ein US-amerikanischer Politiker. Zwischen 1897 und 1899 vertrat er den Bundesstaat Illinois im US-Repräsentantenhaus.

## Werdegang
William Hinrichsen besuchte die öffentlichen Schulen seiner Heimat und studierte danach an der Illinois Industrial University, der späteren University of Illinois in Champaign. Danach arbeitete er im Zeitungsgeschäft. In den Jahren 1871 und 1873 wurde er zum Friedensrichter in seiner Heimat gewählt; 1874 wurde er stellvertretender Sheriff im Morgan County. Danach war er dort von 1880 bis 1882 als Sheriff Leiter der Polizei. Zwischen 1882 und 1891 war er in verschiedenen Städten von Illinois Zeitungsverleger und Herausgeber. Seit 1891 lebte er in Jacksonville. Außerdem schlug er als Mitglied der Demokratischen Partei eine politische Laufbahn ein. Im Jahr 1891 war er als Clerk bei der Verwaltung im Repräsentantenhaus von Illinois angestellt. Zwischen 1892 und 1896 war er als Secretary of State der geschäftsführende Beamte der Staatsregierung. In den Jahren 1895 und 1896 war er Vorsitzender seiner Partei in Illinois; im Juli 1896 nahm er als Delegierter an der Democratic National Convention in Chicago teil.
Bei den Kongresswahlen des Jahres 1896 wurde Hinrichsen im 16. Wahlbezirk von Illinois in das US-Repräsentantenhaus in Washington, D.C. gewählt, wo er am 4. März 1897 die Nachfolge des Republikaners John I. Rinaker antrat. Bis zum 3. März 1899 konnte er eine Legislaturperiode im Kongress absolvieren. In diese Zeit fiel der Spanisch-Amerikanische Krieg von 1898. Nach dem Ende seiner Zeit im US-Repräsentantenhaus zog sich William Hinrichsen aus der Politik zurück. In den folgenden Jahren befasste er sich mit literarischen Angelegenheiten. Er starb am 18. Dezember 1907 in Alexander und wurde in Jacksonville beigesetzt.